# チャナプーム・テーンウォン
チャナプーム・テーンウォン（タイ語: ชนะภูมิ เถรว่อง、英語: Chanapoom Thenwong、1994年5月13日 - ）は、ペッチまたはペッ（タイ語: เพชร、英語: Petch）の愛称で知られるタイの俳優。2020年に放送されたテレビドラマシリーズ『Oxygen』に出演したことで注目を集めた。

## 人物
1994年5月13日にタイで生まれる。ラヨーン ウィタヤーコム校を卒業後、タマサート大学理工学部コンピューターサイエンス学科を専攻した。大学時代はチアリーダー（TUCL70）や、大学の広報TUTVで活動していた。 学生時代より芸能活動に興味があり、19歳の頃からオーディションを受け事務所と契約を結んでいたこともあった。
ファンダム名はタイ語では「ลูกหมูของเพชร（ルークムーコンペッ）」で、「ペッチの子豚（Piglets of Petchpigz）」という意味である。

## 略歴
2013年19歳のときにMove World Togetherプロジェクトに参加し、2年間プレゼンターとして活動していたほか、Workpoint TVの番組『Banana Gangsterz』に出演した。
2014年にはインスタント麺のヤムヤムジャンボ（ยำยำจัมโบ้ รสหมูสับ）のCMに出演した。
学校卒業後の2018年には、政府住宅銀行（GH Bank）のブランドアンバサダーとなった。 また『My Engineer〜華麗なる工学部〜』に、後に『Oxygen』で共演するナットと共に出演予定であったがキャスト変更により結局出演しなかった。
2020年に初めてのテレビドラマシリーズ『Oxygen』に主役のギーとして出演したことで人気となった。

## フィルモグラフィー
| 年   | 題名   | 原題                        | 役割 | Ref.   |
| ---- | ------ | --------------------------- | ---- | ------ |
| 2020 | Oxygen | Oxygen The Series ดั่งลมหายใจ | ギー | [ 10 ] |